# Duplaspidiotus koehleri
Duplaspidiotus koehleri är en insektsart som beskrevs av Lizer y Trelles 1954. Duplaspidiotus koehleri ingår i släktet Duplaspidiotus och familjen pansarsköldlöss. Inga underarter finns listade i Catalogue of Life.